# ミヤマウグイスカグラ
ミヤマウグイスカグラ（深山鶯神楽、学名: Lonicera gracilipes var. glandulosa）は、スイカズラ科スイカズラ属の落葉低木。ヤマウグイスカグラを分類上の基本変種とする変種。
直立する低木で、樹皮が縦に裂ける。枝は中実。子房に腺毛が目立ち、その基部の苞は線形で1-2個あり、腺毛がある。花柄は長さ1-2cmで細く、毛と腺毛が生える。花冠は漏斗状でバラ紅色、先が5裂し、腺毛が多く、下向きに咲く。葉の表面に腺毛と毛が、裏面に毛が生え、葉柄にも腺毛が生える。

## 特徴
高さは2mになり、よく分枝する。幹の樹皮は灰褐色になり、縦に裂ける。若い枝は帯赤褐色で、褐色の毛と腺毛が生え、中実になる。葉は対生し、葉身は長さ3-6cm、幅2-4cmの広楕円形から卵状楕円形、倒卵形で、質は薄い。葉の表面には不明瞭な腺点と毛があり、裏面に毛が生える。葉柄は長さ2-5mmになり、腺毛が生える。
花期は4-5月。葉腋から長さ1-2cmになる細い花柄を伸ばし、その先に1個、まれに2個の花を下向きにつける。子房の基部に1個または2個の苞があり、線形でふつう1個だけ長く、ときに葉状になる。子房は1個、2室あり、ときに2個つくことがあり、その場合互いに離れてつく。萼片は目立たない。花冠は漏斗状で、長さ12-20mm、バラ紅色になる。花冠筒部は細く、長さ10-12mm、上部は5裂し、裂片はほぼ同じ大きさになる。雄蕊は5個あり、花冠裂片より短い。雌蕊は1個、花柱に毛がある。果実は長さ1-1.5cmになる楕円形の液果で、6月に赤く熟し、甘みがあり食用になる。各部に腺毛が多く、特に若い枝、葉柄、花柄、子房、萼片に多い。

## 分布と生育環境
日本固有種。本州の東北地方・北陸地方・山陰地方、四国、九州に分布し、山地に生育する。

## 名前の由来
和名ミヤマウグイスカグラは、「深山鶯神楽」の意で、牧野富太郎 （1895）が「みやまうぐひすかぐら」と新称した。
種小名（種形容語）gracilipes は、「細長い柄の」の、変種名 glandulosa は、「腺のある、腺質の」の意味。

## 種の保全状況評価
国（環境省）のレッドデータブック、レッドリストでの選定はない。都道府県のレッドデータ、レッドリストの選定状況は、次の通りとなっている。千葉県-最重要保護生物(A)、高知県-絶滅危惧IB類(EN)、鹿児島県-絶滅危惧I類。

## ギャラリー

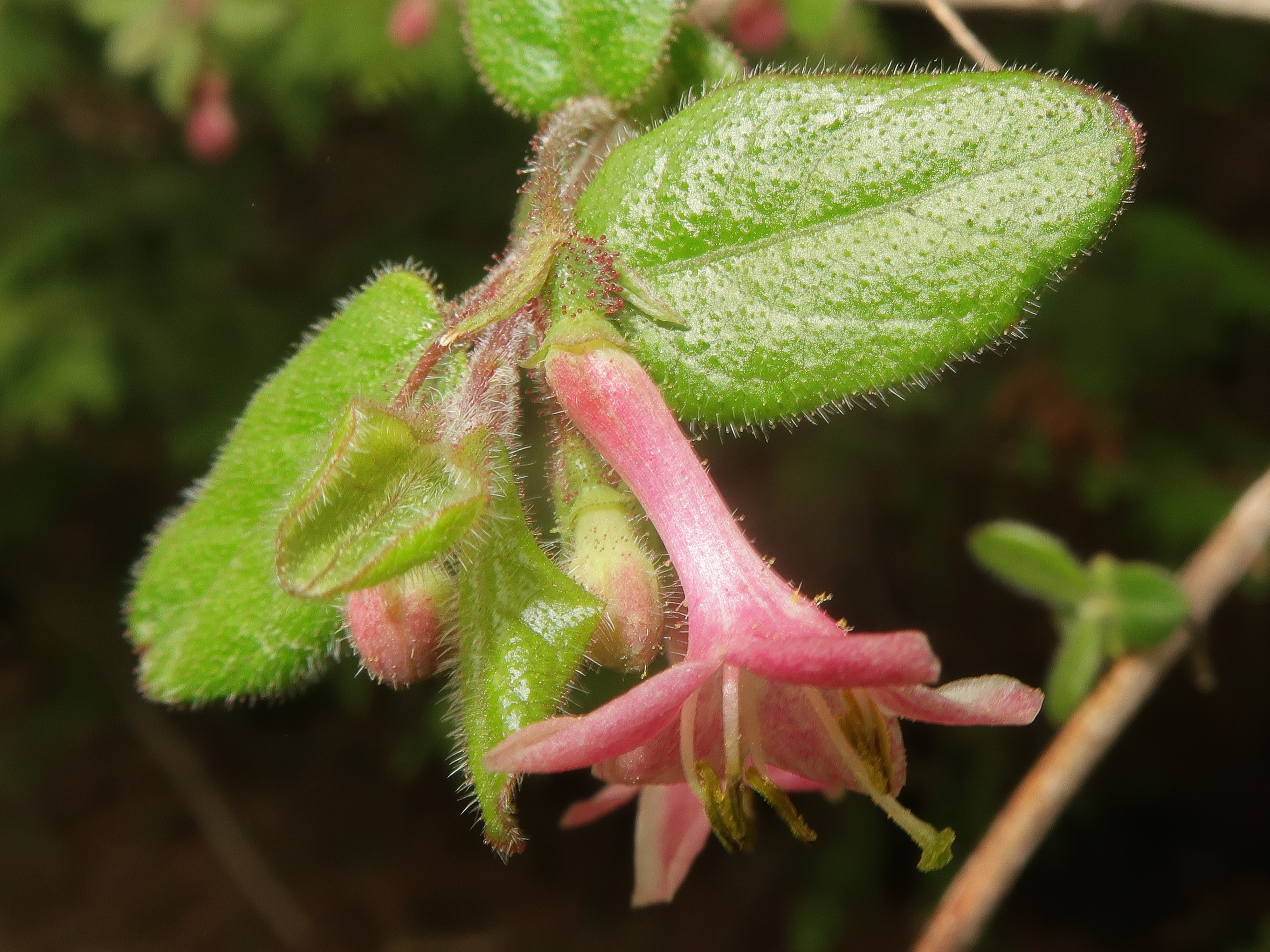
花冠は漏斗状で、バラ紅色になる。花冠筒部は細く、上部は5裂し、裂片はほぼ同じ大きさになる。花柄、子房、苞、花冠筒部に腺毛が多い。長野県茅野市、2024年5月中旬。
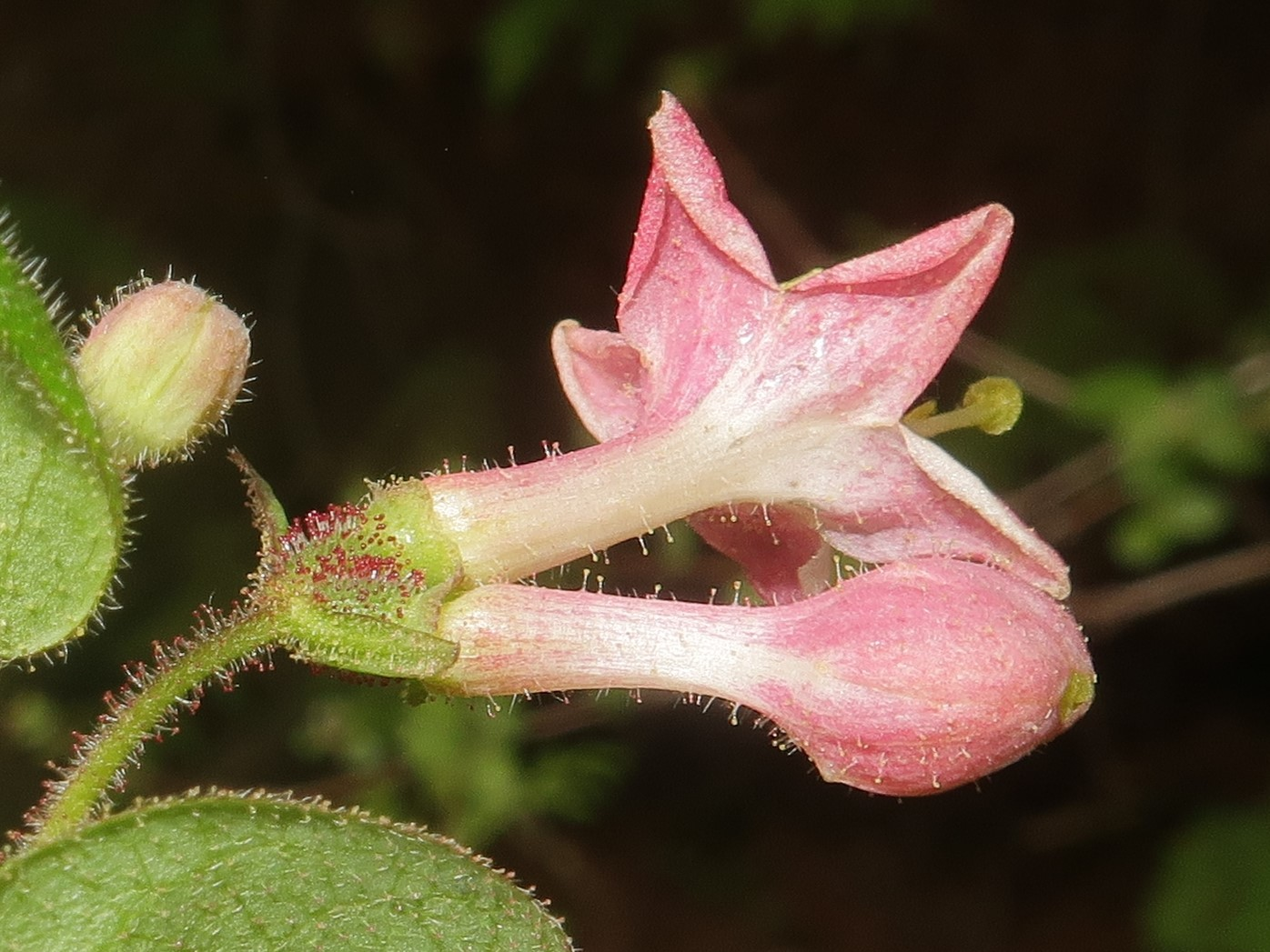
まれに花が2個つくことがあり、子房も2個つき、互いに離れててつく。長野県茅野市、2024年5月中旬。
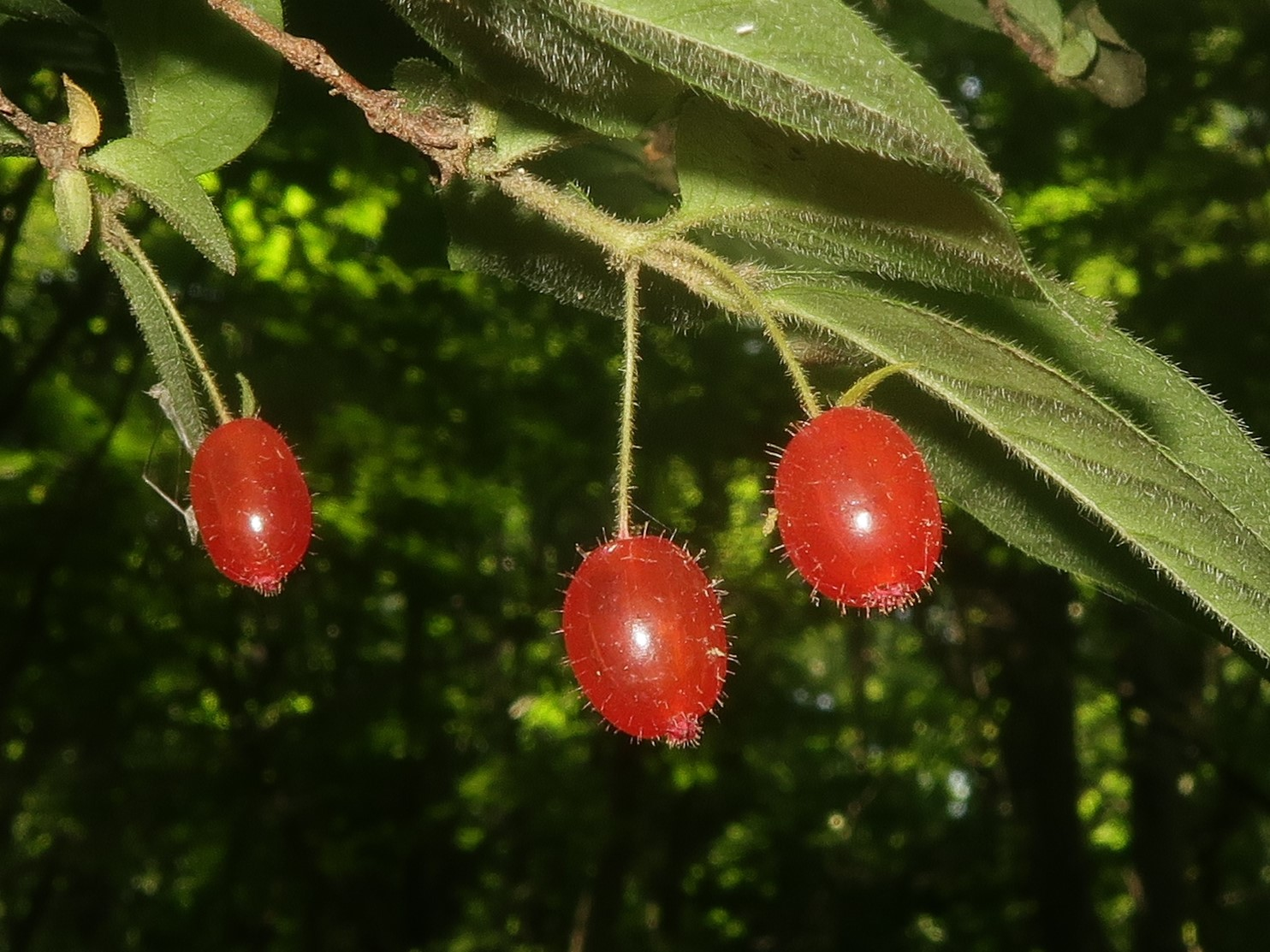
果実は楕円形の液果で、6月に赤く熟す。果実と果柄にも腺毛が生える。長野県小諸市、2024年6月中旬。
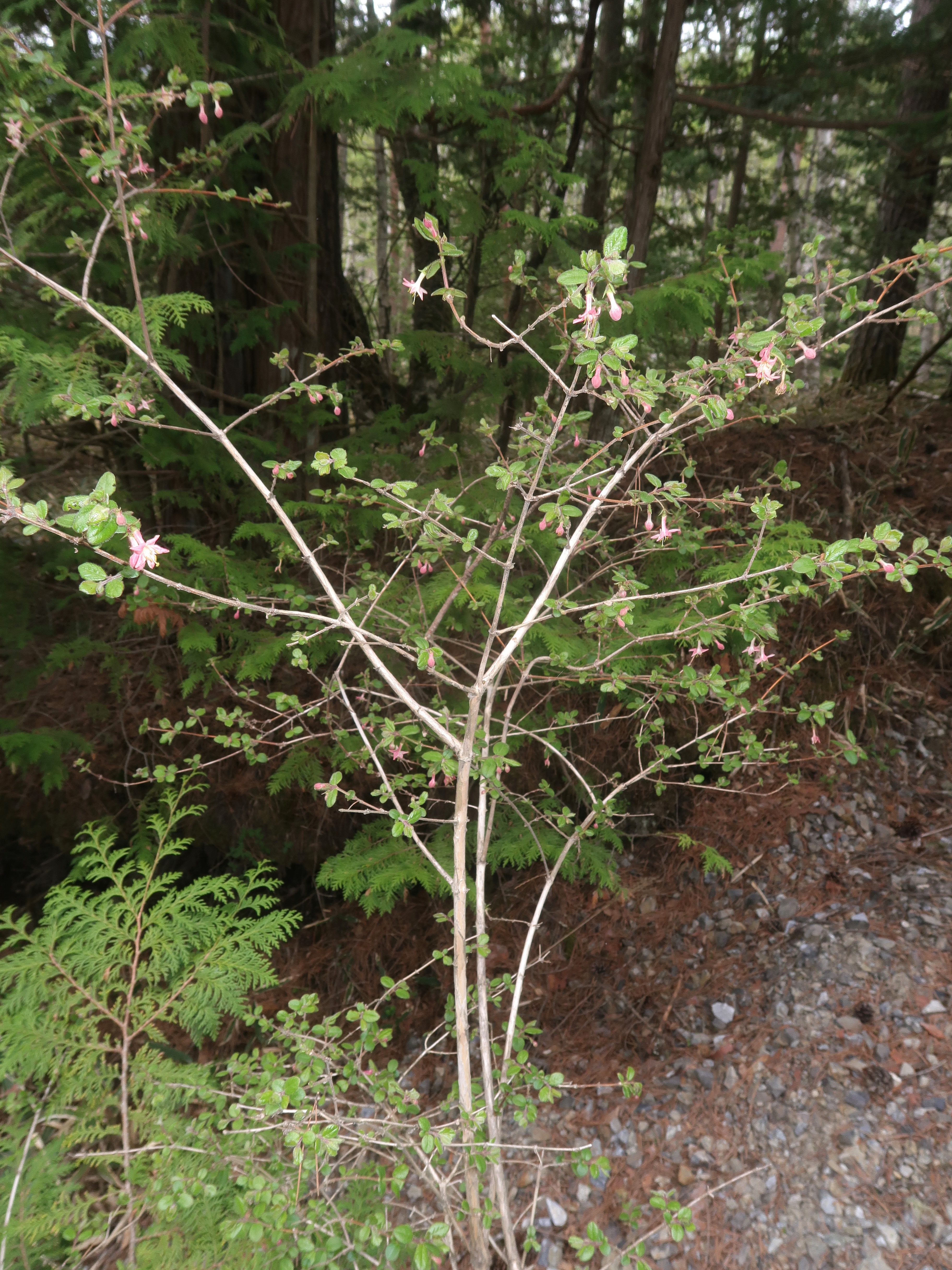
高さは2ｍほどになる。長野県茅野市、2024年5月中旬。